# مران سفلي (مقاطعة ديواندرة)
مران سفلي (بالفارسية: مران سفلی) هي قرية تقع في قسم كاني شيرين الريفي (مقاطعة ديواندرة) في إيران. يقدر عدد سكانها بـ 116 نسمة بحسب إحصاء 2016.